# Diocesi di Florida
La diocesi di Florida (in latino Dioecesis Floridensis) è una sede della Chiesa cattolica in Uruguay suffraganea dell'arcidiocesi di Montevideo. Nel 2021 contava 122.165 battezzati su 128.885 abitanti. È retta dal vescovo Martín Pablo Pérez Scremini.

## Territorio
La diocesi comprende i dipartimenti di Florida e di Durazno.
Sede vescovile è la città di Florida, dove si trova la basilica cattedrale di Nostra Signora dei Trentatré (già Nostra Signora di Luján).
Il territorio si estende su 22.624 km² ed è suddiviso in 17 parrocchie.

## Storia
La diocesi di Melo fu eretta il 14 aprile 1897, ricavandone il territorio dalla diocesi di Montevideo, che contestualmente fu elevata al rango di arcidiocesi metropolitana.
L'11 agosto 1931 in forza della bolla Quo salubrius di papa Pio XI la sede vescovile fu traslata da Melo a Florida e la diocesi assunse il nome di diocesi di Florida e Melo.
Il 15 novembre 1955 per effetto della bolla Accepta arcano di papa Pio XII la diocesi si divise, dando origine alla presente diocesi di Florida e alla diocesi di Melo.
Il 22 ottobre 1960 ha ceduto una porzione del suo territorio a vantaggio dell'erezione della diocesi di Tacuarembó.

## Cronotassi dei vescovi
Si omettono i periodi di sede vacante non superiori ai 2 anni o non storicamente accertati.
- Sede vacante (1897-1919)
- Nicolás Celidonio Luquese † (14 aprile 1897 - ?) (vescovo eletto)

- José Marcos Semeria † (3 luglio 1919 - 9 giugno 1922 dimesso[1])
- José Joaquín Manuel Eloy Arróspide Echeverría † (21 luglio 1922 - 18 aprile 1928 deceduto)
- Miguel Paternain, C.SS.R. † (20 aprile 1929 - 27 febbraio 1960 dimesso[2])
- Humberto Tonna Zanotta † (5 luglio 1960 - 16 giugno 1987 ritirato)
- Raúl Horacio Scarrone Carrero † (15 giugno 1987 - 15 marzo 2008 ritirato)
- Martín Pablo Pérez Scremini, dal 15 marzo 2008

## Statistiche
La diocesi nel 2021 su una popolazione di 128.885 persone contava 122.165 battezzati, corrispondenti al 94,8% del totale.
| anno | popolazione | popolazione | popolazione | presbiteri | presbiteri | presbiteri | presbiteri                | diaconi | religiosi | religiosi | parrocchie |
| anno | battezzati  | totale      | %           | numero     | secolari   | regolari   | battezzati per presbitero | diaconi | uomini    | donne     | parrocchie |
| ---- | ----------- | ----------- | ----------- | ---------- | ---------- | ---------- | ------------------------- | ------- | --------- | --------- | ---------- |
| 1950 | ?           | 500.000     | ?           | 54         | 22         | 32         | ?                         |         | 38        | 128       | 28         |
| 1966 | 100.000     | 119.295     | 83,8        | 30         | 17         | 13         | 3.333                     |         | 23        | 113       | 15         |
| 1970 | 100.000     | 119.295     | 83,8        | 29         | 16         | 13         | 3.448                     |         | 13        | 93        | 16         |
| 1976 | 100.000     | 119.295     | 83,8        | 24         | 11         | 13         | 4.166                     |         | 24        | 73        | 16         |
| 1980 | 101.600     | 124.000     | 81,9        | 25         | 10         | 15         | 4.064                     |         | 43        | 75        | 16         |
| 1990 | 60.000      | 100.000     | 60,0        | 21         | 8          | 13         | 2.857                     | 1       | 21        | 46        | 16         |
| 1999 | 103.895     | 122.229     | 85,0        | 29         | 11         | 18         | 3.582                     | 1       | 34        | 57        | 16         |
| 2000 | 61.050      | 122.229     | 49,9        | 28         | 10         | 18         | 2.180                     | 1       | 23        | 57        | 16         |
| 2001 | 90.000      | 122.600     | 73,4        | 30         | 11         | 19         | 3.000                     | 1       | 24        | 52        | 16         |
| 2002 | 90.000      | 122.229     | 73,6        | 29         | 9          | 20         | 3.103                     | 1       | 25        | 52        | 16         |
| 2003 | 90.000      | 122.600     | 73,4        | 29         | 11         | 18         | 3.103                     | 1       | 23        | 55        | 16         |
| 2004 | 90.000      | 122.600     | 73,4        | 27         | 13         | 14         | 3.333                     | 1       | 21        | 61        | 16         |
| 2006 | 91.000      | 123.800     | 73,5        | 29         | 13         | 16         | 3.137                     | 1       | 27        | 62        | 16         |
| 2013 | 93.100      | 127.000     | 73,3        | 27         | 9          | 18         | 3.448                     | 6       | 22        | 46        | 17         |
| 2016 | 120.000     | 124.136     | 96,7        | 22         | 8          | 14         | 5.454                     | 5       | 17        | 49        | 16         |
| 2019 | 121.350     | 128.000     | 94,8        | 22         | 7          | 15         | 5.515                     | 4       | 18        | 44        | 19         |
| 2021 | 122.165     | 128.885     | 94,8        | 18         | 6          | 12         | 6.786                     | 4       | 14        | 42        | 17         |